# Harzhorn
Harzhorn è un sito archeologico in Germania, luogo dell'omonima battaglia.
Nel 2000, alcuni archeologi dilettanti muniti di cercametalli scoprirono diversi artefatti all'Harzhorn, mentre cercavano una fortezza medioevale. Quando scoprirono che uno degli artefatti disseppelliti era un ipposandalo romano, riportarono la notizia agli archeologi della contea di Northeim.
Il campo di battaglia si trova sul versante orientale di una serie di colline che vanno da est a ovest a partire dalle montagne dell'Harz; il suo attraversamento in direzione nord-sud è possibile solo attraverso uno stretto passo, per cui passava un'antica via commerciale e la moderna Bundesautobahn 7. Gli artefatti non sono stati ritrovati nel passo, ma sul versante collinare dell'Harzhorn, che si trova immediatamente ad oriente del passo; le pareti rocciose immediatamente a settentrione sono molto scoscese e praticamente impenetrabili, rendendo il posto molto adatto per un agguato.